# Гунцати
Гунцати (на сръбски: Гунцати) е село в община Бараево, Белградски окръг, Сърбия.

## География
Намира се в северната част на общината, северозападно от село Бараево и югоизточно от село Меляк.

## Население
Населението на селото възлиза на 2752 жители по данни от 2011 г.
Етнически състав (2002)
- сърби – 1971 жители (93,76%),
- черногорци – 26 жители (1,23%),
- македонци – 20 жители (0,95%),
- хървати – 6 жители (0,28%),
- мюсюлмани – 4 жители (0,19%),
- други – 5 жители (0,21%),
- недекларирали – 33 жители (1,56%).